# Dănești (okręg Vaslui)
Dănești – wieś w Rumunii, w okręgu Vaslui, w gminie Dănești. W 2011 roku liczyła 605 mieszkańców.